# Namirea fallax
Namirea fallax is een spinnensoort uit de familie Dipluridae. De soort komt voor in New South Wales.